# Ajeeb

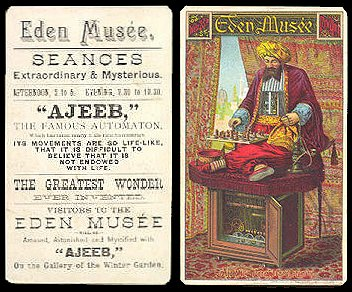
Ilustracja przedstawiająca zaproszenie na pokaz Ajeeba

Ajeeb – automat grający w szachy, skonstruowany przez angielskiego mechanika Charlesa Hoopera w 1868.
Automat był skonstruowany na podobnej zasadzie co Mechaniczny Turek. Widzom ukazywana była fikcyjna maszyneria, a w środku skrzyni był ukryty gracz z szachownicą. Maszynę wystawiono po raz pierwszy w Królewskim Instytucie Politechnicznym w Londynie w 1868. Automat był demonstrowany na wielu salonach, a  następnie w 1876–1877 pokazywany w Europie oraz w 1878 w Ameryce. Ukrytym graczem w Ajeebie byli m.in.: Johannes Zukertort, Harry Nelson Pillsbury, Albert Beauregard Hodges, Constant Ferdinand Burille, Charles Moehle i Charles Francis Barker.
Automat spłonął w Eden Museum na Coney Island w 1929.